# Pyrrhogyra maculata
Pyrrhogyra maculata är en fjärilsart som beskrevs av Otto Staudinger 1886. Pyrrhogyra maculata ingår i släktet Pyrrhogyra och familjen praktfjärilar. Inga underarter finns listade.